# يو كوك سوم
يو كوك سوم (بالصينية: 余國森) هو لاعب كرة قدم صيني في مركز الدفاع، ولد في 1954. لعب مع نادي جنوب الصين.